# Типи
Типи шатор је у облику конуса (купе), који се традиционално прави развлачењем животињске коже о дрвене штапове. Модерни типији обично имају платнени покров. Типи се разликује од осталих конусних шатора по димним отворима на врху структуре. Историјски, типи су користили аутохтони становници (Преријски Индијанци) Великих прерија и Канадских прерија у Северној Америци. Још увек их користе у овим заједницама, мада у последње време примарно за обредне сврхе уместо свакодневне употребе за живљење. Сличан објекат, лаву, користи народ Сами у северној Европи.
Типији се често стереотипски и нетачно повезују са свим Америчким домороцима у САД и аутохтоним народима у Канади, без обзира на то што се исти користе искључиво код народа из ’Прерија’. Племена Америчких домородаца и владе Првих нација из других региона користили су другачије објекте за становање. Типи је дуговечан, пружа топлоту и комфорт зими, хладан је у врела лета, те сув током јаких киша. Типији могу да се раставе и спакују брзо и лако у случају потребе релоцирања; исто тако, склапају се без потешкоћа на новом месту где су премештени. Оваква мобилност је кроз историју била важна Преријским Индијанцима у њиховом повремено номадском стилу живота.